# Jonathan Davies
Jonathan James Vaughan Davies (Solihull, 5 de abril de 1988) es un exjugador británico de rugby que se desempeñaba como centro.

## Carrera
Debutó en primera del Llanelli RFC con 18 años en 2006, en 2008 se convirtió en profesional con 20 años al ser contratado por Llanelli Scarlets. En 2014 firmó un contrato por dos años con ASM Clermont del Top 14.  En 2016 fichó por Scarlets, hasta 2024 cuando anunció su retirada del rugby profesional.
Fue convocado a los Dragones rojos por primera vez en 2009, fue un jugador regular del seleccionado galés hasta 2024 cuando se retiró.

### Participaciones en Copas del Mundo
Hasta el momento disputó una Copa del Mundo:
| Mundial                       | Sede          | Resultado     | PJ | Tries |
| ----------------------------- | ------------- | ------------- | -- | ----- |
| Copa Mundial de Rugby de 2011 | Nueva Zelanda | Cuarto puesto | 7  | 3     |

## Palmarés
- Campeón del Torneo de las Seis Naciones de 2012 con Grand Slam y 2013.

## Palmarés y distinciones notables
- Campeón del Torneo de las Seis Naciones 2012, 2013 y 2019.
- Campeón del Pro12 2016-17.
- Seleccionado por los British and Irish Lions para la gira de 2017 en Nueva Zelanda.[2]